# Monroe (Washington)

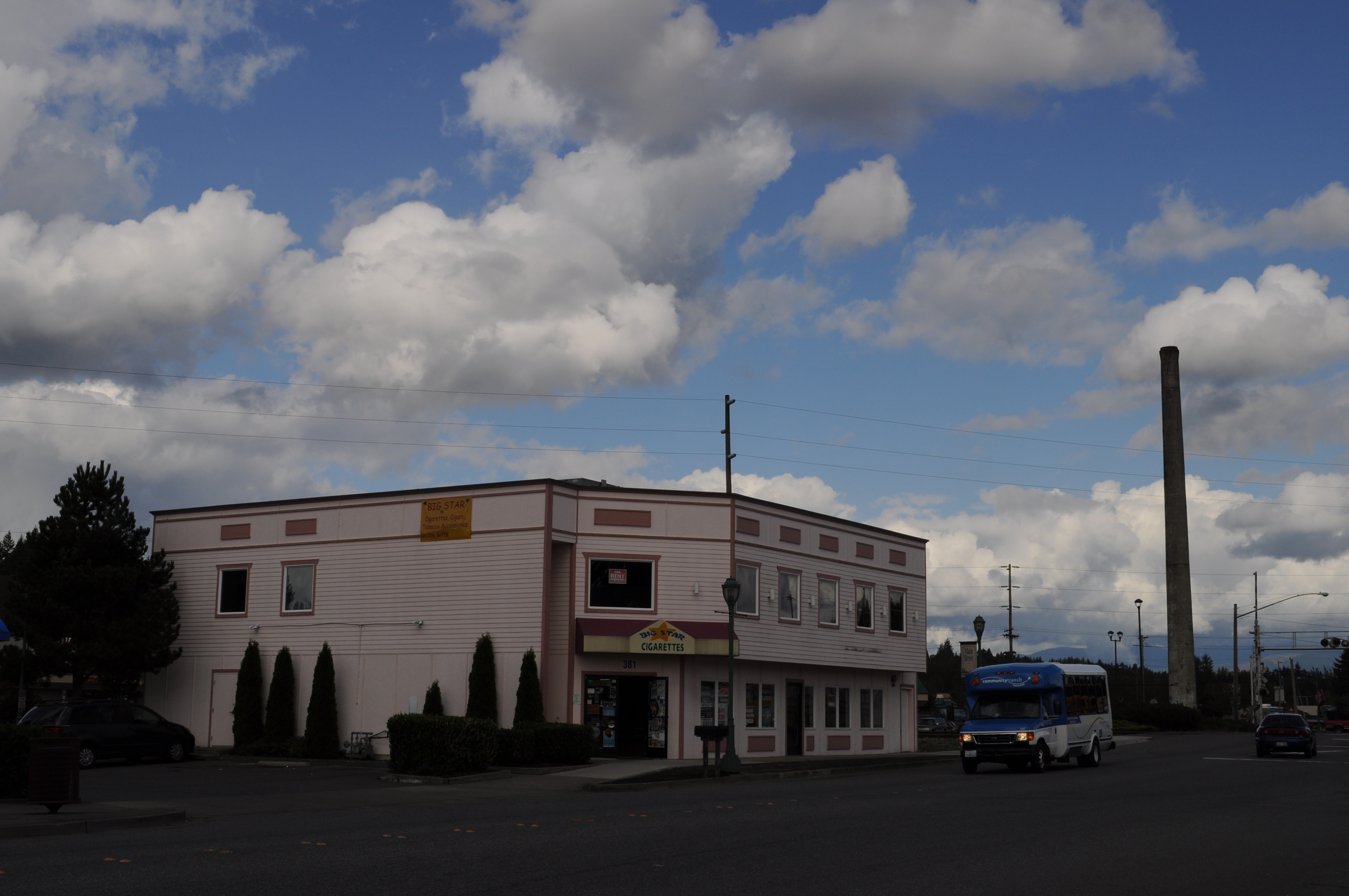
Městská ulice s komínem továrny Carnation v pozadí.

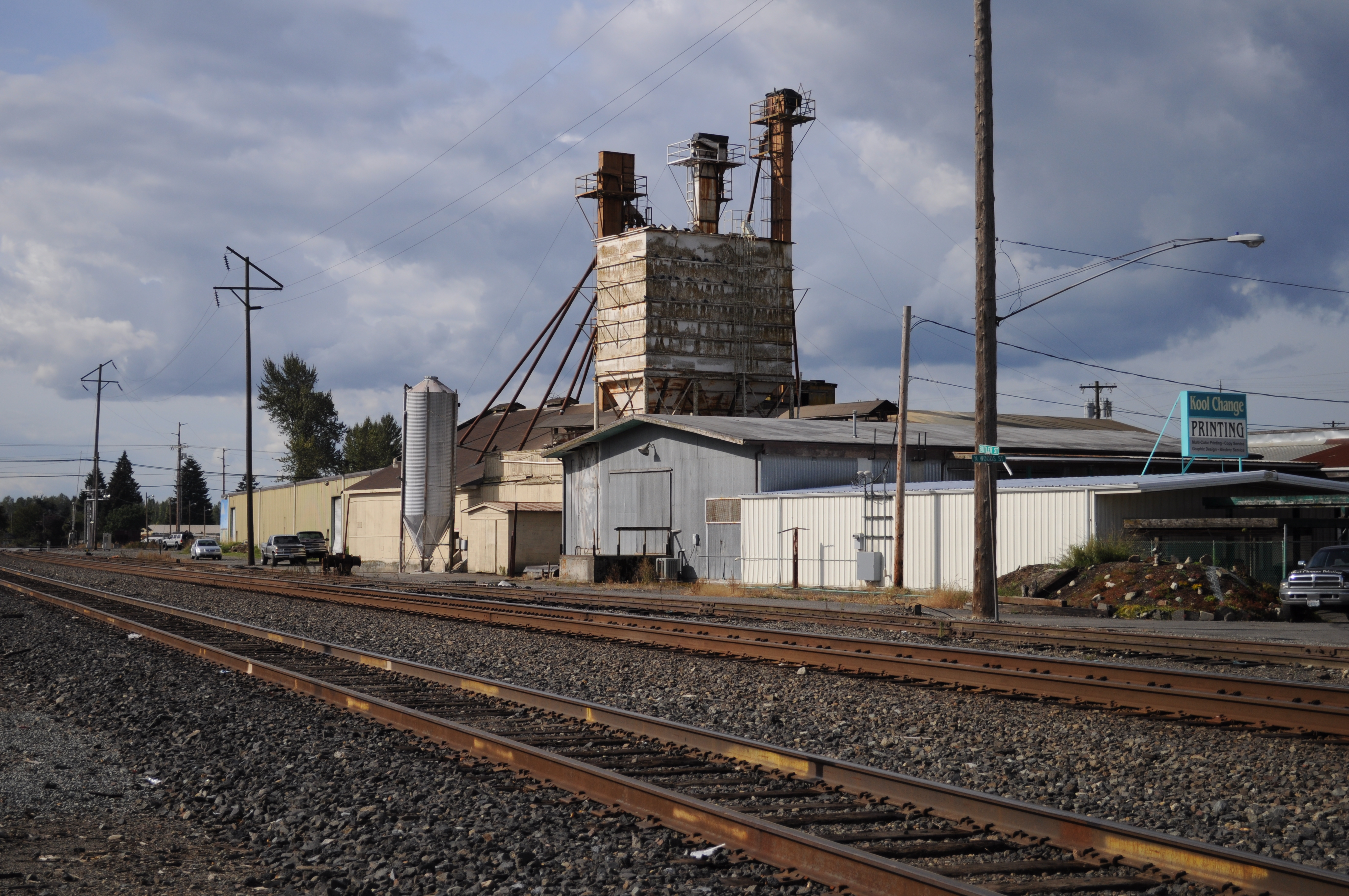
Hlavní železniční trať spojující i Seattle s Chicagem.

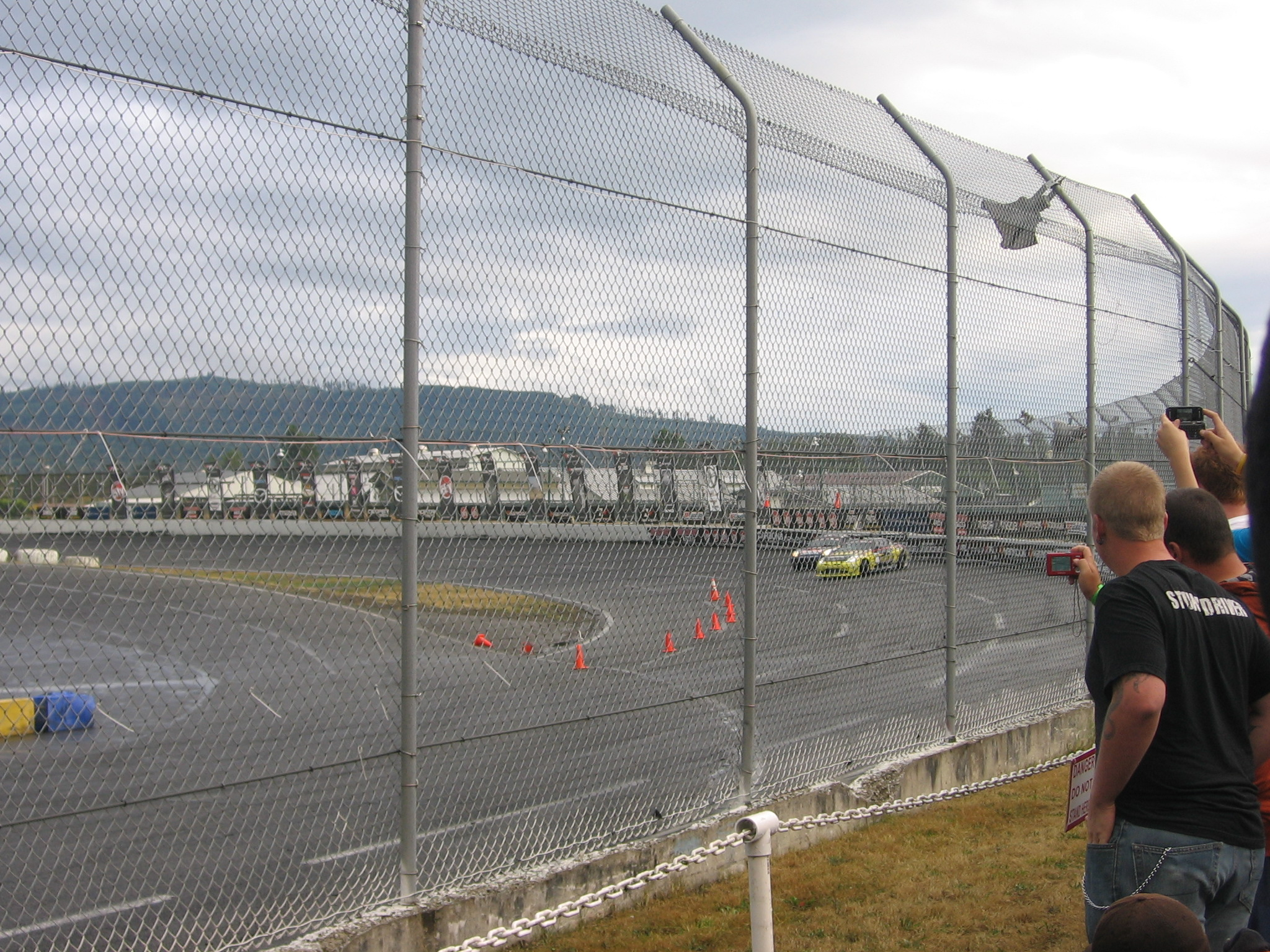
Závod seriálu Formula D na Evergreen Speedway.

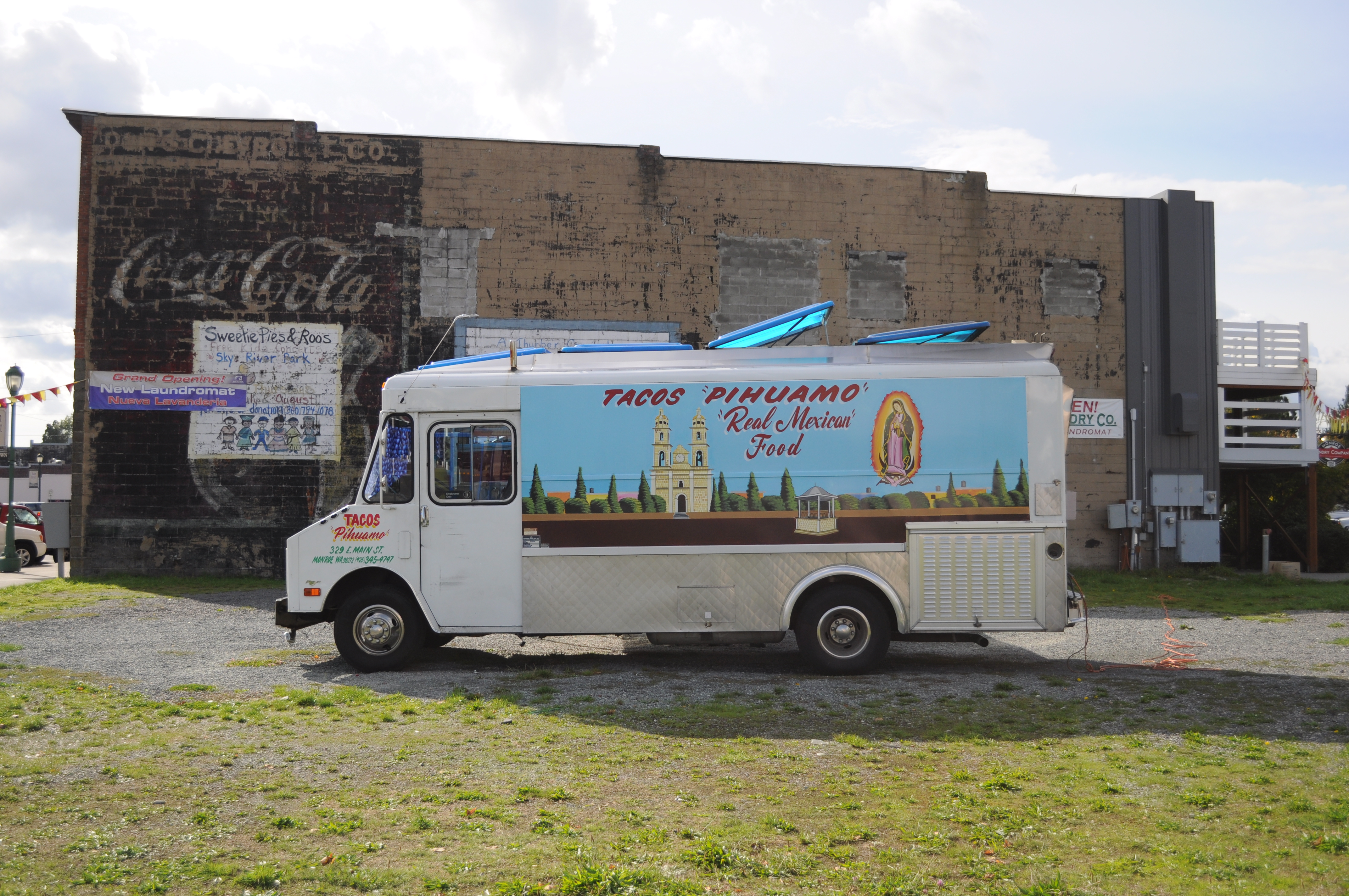
O přibývající hispánské populaci ve městě svědčí i dodávky rozvážející taco.

Monroe je město v okrese Snohomish v americkém státě Washington. Při sčítání lidu v roce 2010 mělo 17 304, letošní počet obyvatel byl odhadnut na 17 390.

## Historie
Historie města je úzce spojena s železnicí Great Northern Railway, která překonávala Kaskádové pohoří přes Stevensův průsmyk a pak se dostávala k pobřeží prostřednictvím údolí řeky Skykomish, kde Monroe leží.
Před postavením železnice se hlavní sídlo obce nacházelo téměř dva kilometry na západ od pozdějšího centra a říkalo se mu Park Place. Městští obchodníci se ale přesunuli, poté, co železnice našla nejlepší cestu, kudy trať vézt, blíže k dopravnímu koridoru. Nová obec dostala název Tye City, ale krátce poté se přejmenovala na Monroe. Vedlo k tomu přesunutí hlavního obchodu z Park Place do nového centra, čímž se přesunula i městská pošta. Obchod se jmenoval Monroe at Park Place, a tak dostala jak pošta, tak obec název Monroe. Obchod byl takto pojmenován po Jamesi Monroeovi, pátém prezidentovi Spojených států.
Roku 1893 už byla z města důležitá zastávka na železnici a bylo především známé pro své skleníky provozované železnic a určené k pěstování rostlin, které byly prodávány cestujícím. Ještě ve stejném roce okres Snohomish postavil na dnešním místě veletrhu Evergreen State Fairgrounds farmu, na místě dnešní nemocnice Valley General Hospital postavil první městskou nemocnici. O rok později dostalo město svůj první most přes řeku Skykomish a v roce 1896 také svůj první kostel. V roce 1899 bylo z Park Place do Monroe přesunuto městské gymnázium a v lednu téhož roku začal svou publikaci deník The Monroe Monitor. V září 1901 poznamenal města požár jediného úplného obchodního bloku ve městě.
Po ekonomické stránce město zaznamenávalo pokroky. Na počátku jeho existence zde byly postaveny pilařské závody, které zpracovávaly zdejší cedrové dřevo a dělaly z něj šindele, jenž se staly hlavním produktem města. Postupem času byla ale většina dřeva vykácena a dřevařský průmysl byl na ústupu. Jeho vedoucí roli převzalo zemědělství, především farmy pěstující bobule. Díky bujným trávám, které poskytovalo zdejší údolí, se sem přesunulo i několik mléčných farem, což bylo následováno otevřením mlékáren. O tom ještě nyní dokládá obrovský komín továrny Carnation Condensary, která vyhořela ve 40. letech. Nyní stojí přímo na parkovišti jednoho obchodu s potravinami na křižovatce ulice Main Street s U.S. Route 2. Jedná se o jedinou připomínku dávných průmyslových časů města a přes svůj věk je stále největší budovou v Monroe.
Město Monroe bylo oficiálně začleněno v prosinci 1902 s 325 obyvateli. V roce 1910, kdy se zde začala stavit továrna Carnation Condensary, rozhodl stát Washington o tom, že Monroe bude místem státního nápravného zařízení.
Velká hospodářská krize zasáhla město tak jako ostatní města v zemi, takže i zde došlo k úpadku průmyslu. Vedení města poté požádalo o federální pomoc v podobě dotací a pomocných programů. Díky dotacím byla postavena nová, stále stojící škola na Main Street, a opraveny městské silnice. V roce 1941 město uspořádalo svůj první veletrh pod názvem Cavalcade of the Valleys, jehož pořádání bylo brzy přerušeno 2. sv. válkou. Pak bylo jeho konání obnoveno roku 1946 za pomoci několika obyvatel včetně manželů Petersových vlastnících městské květinářství, kteří se postarali o zasazení květinových keřů a stromů sloužících pro dekoraci veletrhu. Farmáři a další obyvatelé pak začali tradice, které do nyní zůstávají částí městské hrdosti a každý rok jsou vidět při veletrhu Evergreen State Fair.
Po hospodářské krizi a světové válce se průmysl do města nevrátil, Monroe se tak více soustředilo na zemědělství. To sice pomalu, ale přece jen rostlo celá 50. a 60. léta. V dubnu 1965 zažila oblast velké zemětřesení, které zničilo mimo jiné i budovy zdejší střední školy Monroe High School. Nová budova školy byla otevřena o tři roky později a sloužila obci, než byla nahrazena novější konstrukcí v roce 1999.
Na začátku 70. letech se město stalo novým konečným místem státní silnice Washington State Route 522 poskytující přímější přístup k mezistátní dálnici Interstate 405, jenž vede k větším městům na jih od Monroe. To pomohlo odstartovat nový vzrůst města, které se nyní stalo tzv. bedroom community, tedy obcí závislou na okolních městech co se zaměstnanosti týče. Přímo ve městě se již zmíněná silnice číslo 522 setkává s dálnicí U.S. Route 2.
V prvním desetiletí 21. století zažilo město další nečekaný vzrůst, a to díky novým obchodním náměstím a velkým maloobchodním pobočkám vznikajících podél U.S. Route 2. Rozrostly se také rezidenční části města a na zdejších silnicích se začaly především v létě a při svátcích vytvářet velké dopravní zácpy. Existují plány postavit kolem města obchvat pro U.S. Route 2, ale tato změna její trasy je stále časově vzdálená.
Díky novým zástavbám se tedy město rozrostlo, což ale nenarušilo jeho historické vzezření. Staré centrum města se stále nachází okolo ulice Main Street, mimo dosah dálničního provozu, a podařilo se mu uchovat si svůj maloměstský charakter. Městem i nadále projíždí železniční doprava, a to na cestě k Stevensovu průsmyku. Hluk projíždějících vlaků je tedy i nadále částí života v Monroe.
Od roku 2007 prochází historické jádro města renovací. Dále se město dostalo do různých filmů, jako místo natáčení sloužilo například filmům Kruh a Kruh 2. Každý rok mezi lety 1995 a 2000 se zdejší závodní okruh Evergreen Speedway dostal do kalendáře Camping World Truck Series, třetí nejvyšší úrovně NASCAR.

## Geografie
Obec má rozlohu 15 km², z čehož zhruba 0,5 % tvoří voda.

## Demografie
V roce 2010 žilo ve městě 17 304 obyvatel, z nichž 79 % tvořili běloši, 4 % Afroameričané a 3 % Asiaté. 17 % obyvatelstva bylo hispánského původu.

## Vzdělávání
Město má svůj vlastní školní okrsek, hlavní střední školou města je Monroe High School.

## Nápravná zařízení
Jak již bylo zmíněno, roku 1910 bylo ve městě postaveno první státní nápravné zařízení. Původně mělo sloužit k nápravě mladších zločinců, které tak ponechávalo bez kontaktu s ostřejší starou generací zločinců. V roce 1981 zde bylo otevřeno centrum pro speciální zločince léčící zločince s psychickými problémy. V roce 1994 bylo otevřeno nápravné zařízení středně vysokou ostrahou Twin Rivers o kapacitě 500 vězňů. O tři roky později k němu byla přistavěna jednotka pro vězně s nízkou ostrahou. V roce 1998 byla všechna čtyři zařízení sjednocena pod názvem Nápravný komplex Monroe s jedním ředitelem. Její nejnovější částí je Intenzivní správní jednotka otevřená v roce 2007 pro věznění s vysokou ostrahou o kapacitě 100 zločinců. Již od roku 1910, kdy bylo otevřeno nejstarší nápravné zařízení, poskytuje komplex důležitá pracovní místa pro místní obyvatele.